# Port Costa
Port Costa es un lugar designado por el censo (en inglés, census-designated place, CDP) situado en el condado de Contra Costa, California, Estados Unidos. Según el censo de 2020, tiene una población de 190 habitantes.

## Geografía

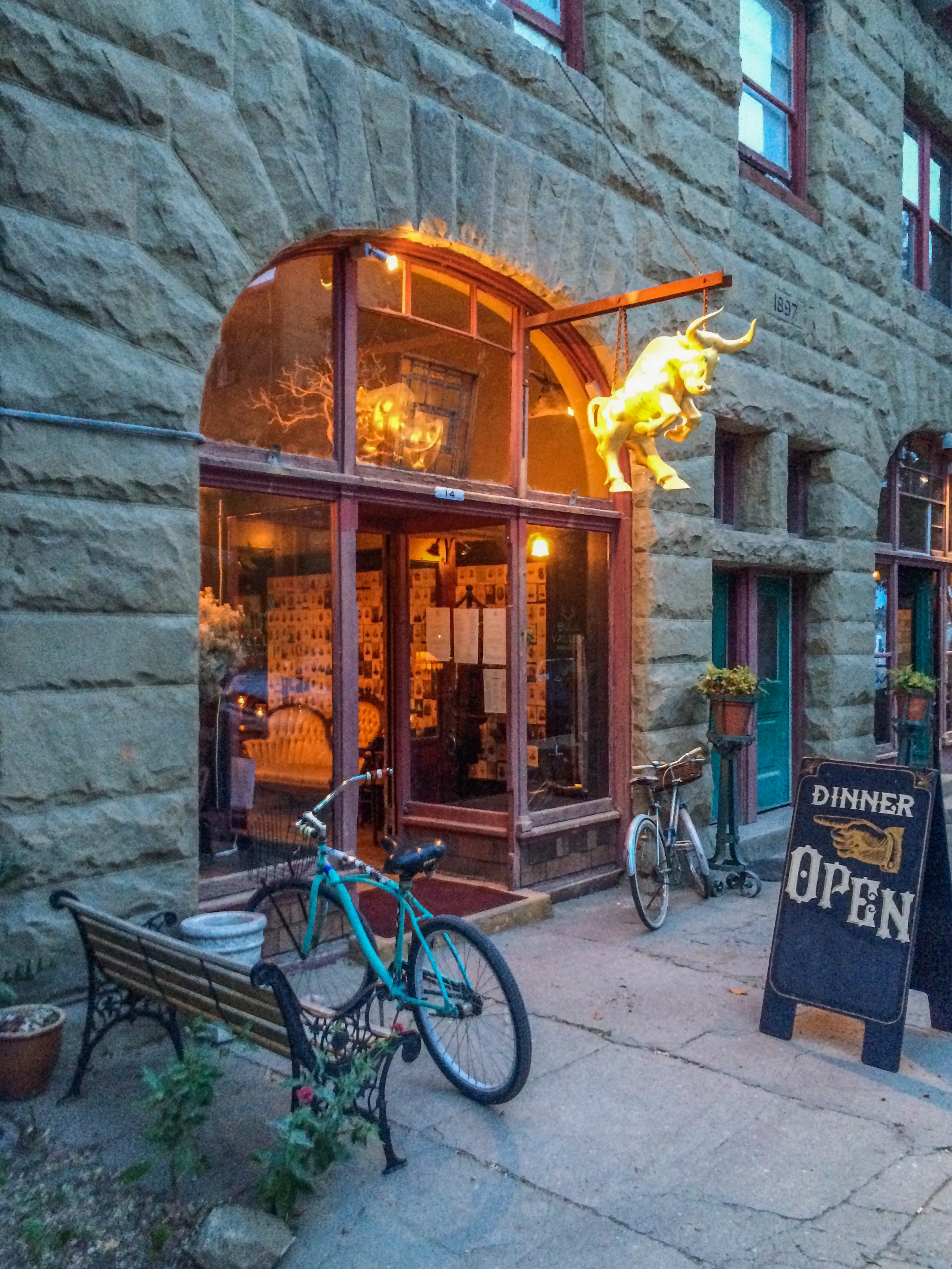
Bull Valley Roadhouse

La localidad está ubicada en las coordenadas 38°02′N 122°12′O / 38.033, -122.200 (38.044543, -122.184942). Según la Oficina del Censo, tiene una superficie de 0.41 km², correspondientes en su totalidad a tierra firme.

## Historia
La aldea se fundó en el año 1879 como un puerto para el transbordador (ferry) "Solano", de la compañía Central Pacific Railroad. Esto puso a Port Costa en la ruta principal del ferrocarril transcontinental. El "Solano", más tarde junto al "Contra Costa", transportaba trenes enteros a lo largo del estrecho de Carquinez.

## Demografía

### Censo de 2020
Según el censo de 2020, hay 190 personas residiendo en la localidad. La densidad de población es de 460 hab./km². Hay 106 viviendas, lo que representa una densidad de 258.5/km². El 81.05% de los habitantes son blancos, el 1.05% son amerindios, el 2.63% son asiáticos, el 1.05% son de otras razas y el 14.21% son de una mezcla de razas. Del total de la población, el 9.47% son hispanos o latinos de cualquier raza.

### Estimación 2018-2022
De acuerdo con la estimación 2018-2022, el 35.5% de los habitantes tienen entre 18 y 64 años, y el 64.5% de la población tiene 65 años. La edad promedio es de 66.8 años.
No existen personas por debajo de la línea de pobreza viviendo en la localidad.